# 三位一体 (壮游)
《三位一体》（英語：The Holy Trinity）是英国汽车节目《壮游》的第一集。此集于2016年11月17日23:00（GMT）透過亚马逊视频的流媒体服务首播。曾主持英国广播公司第二台汽车节目《Top Gear》的三人组，杰里米·克拉克森、理查德·哈蒙德和詹姆斯·梅担任节目的主持人。W. Chump & Sons承包这一集的制作，安迪·威尔曼自辞去《Top Gear》执行制作人职位后首次担任新节目的执行制作人。
在《壮游》录制之前，由于克拉克森在2015年3月与《Top Gear》一名制作人产生争吵和肢体冲突，英国广播公司并没有与他续约。在该季《Top Gear》结束后，哈蒙德、梅和威尔曼跟随克拉克森离开了节目组。2015年晚期，他们与亚马逊公司签约制作一档原创节目。2016年9月，节目组在加利福尼亚洛杉矶进行此集片头和演播帐篷内景的拍摄。在这一集中，主持人介绍了节目的新内容并播放了录制的影片。影片中，三人来到葡萄牙的阿尔加维国际赛道，并让赛车手热罗姆·丹布罗西奥进行计时圈测试。
《三位一体》上映后获得了评论员的好评。评论员常常将此集与《Top Gear》比较二者之间的相似之处。节目上映首周便吸引接近两百万观众，并于2016年12月23－26日开放给非Amazon Prime用户免费观看。

## 剧情简介
克拉克森、哈蒙德和梅开启了他们全新的节目。克拉克森乘飞机离开伦敦、飞往洛杉矶。在那里，他遇到了哈蒙德和梅。随着爱尔兰摇滚乐队温室花朵奏唱的《I Can See Clearly Now》响起，三人驾驶福特野马穿越加利福尼亚的沙漠前往卢塞恩山谷中的湖床。途中，各式车辆环绕着三人前行，百年灵喷气飞行队从天空中飞过。到达湖床中的拍摄地点后，主持人向观众致以问候并介绍节目的演播帐篷。
第一段影片中，克拉克森、哈蒙德和梅在葡萄牙阿尔加维国际赛道测试三辆混合动力超级跑车，迈凯伦P1、保时捷918和法拉利LaFerrari。影片第一部分结束，镜头回到演播帐篷，克拉克森接着介绍“唠嗑街”（Conversation Street）环节，三人主要谈论梅以仅仅37英里每小时的速度超速并收到了罚单。随后，节目揭晓位于罗顿皇家空军基地的新测试赛道“埃博拉”，一辆法拉利488绕场一周以介绍赛道。克拉克森在此测试一辆宝马M2，并且让新测试车手，前纳斯卡赛事冠军麦克·斯金纳对它进行计时圈测试。测试结束后，主持人介绍“明星脑碰脑”（Celebrity Brain Crash）环节。在这个环节中，名人嘉宾原计划来到演播帐篷参加节目，但都在到达演播帐篷前“离奇身亡”。杰瑞米·雷纳、艾米·汉莫和卡罗尔·沃德曼皆在这个环节出现。
第二段影片中，镜头再次来到葡萄牙，比利时赛车手热罗姆·丹布罗西奥在超级跑车中进行计时圈测试。克拉克森对哈蒙德和梅打赌表示，迈凯伦P1将打败保时捷918和法拉利LaFerrari，成为三辆车中圈速最快的车辆，否则哈蒙德和梅可以拆毁他的房子。节目最后回到演播帐篷，三辆车的圈速揭晓，P1的圈速不是最快的。克拉克森的房子将在第一季第三集《Opera, Arts and Donuts》中被拆除。

## 拍摄与制作
在《壮游》拍摄之前，克拉克森、哈蒙德和梅在英国广播公司第二台汽车节目《Top Gear》担任主持人，威尔曼担任执行制作人。2015年3月，报道称，在《Top Gear》拍摄期间，克拉克森因为与《Top Gear》制作人奥辛·蒂蒙（Oisin Tymon）产生争吵并产生肢体冲突而离开了英国广播公司。事件新闻曝光后，英国广播公司选择立即与克拉克森解约。该季节目结束之后，哈蒙德、梅和威尔曼也离开了节目组。同年晚期，四人与亚马逊公司签约制作一档亚马逊视频原创节目。亚马逊CEO杰夫·贝索斯在接受《每日电讯报》的采访时表示，这档节目的方案“非常、非常、非常花錢”。四人在签约后成立了他们自己的制作公司W. Chump & Sons。
《三位一体》标志着杰里米·克拉克森回归影视制作。2016年9月25日，三位主持人驾车抵达演播帐篷的场景在加利福尼亚进行拍摄。亚马逊在7月举行抽奖，观众可以抽取此集演播帐篷内景的门票。虽然此集是首映集，但却是拍摄的第二集节目。正式上映的第二集节目《Operation Desert Stumble》实际于7月25日在南非约翰内斯堡进行拍摄。同年10月，报道称，此集的片头耗资250万英镑制作，是电视剧历史上最昂贵的场景。此集的制作由克拉克森、哈蒙德、梅和威尔曼的独立制作公司W. Chump & Sons负责。与《Top Gear》相同，威尔曼担任节目的执行制作人。此集最高以4K UHD HDR 23.976FPS图像制式放映。

## 上映与评价
《壮游》是一档亚马逊原创节目，由亚马逊视频的流媒体服务Amazon Prime独播。节目原计划于2016年11月18日00:01（GMT）播出，但却提前一小时于11月17日23:00（GMT）播出。节目上映首周吸引约1954000名18–49岁的观众，是另一档亚马逊视频节目《高堡奇人》的三倍。另外，节目还于2016年12月23－26日开放给非Amazon Prime用户免费观看。
《三位一体》上映时得到评论员积极的评价。评论员通常将此集与《Top Gear》进行对比。IGN的卢克·赖利（Luke Reilly）给予此集8.0/10的分数，并表示此集给节目带来了“自信的出发”，它“没有重塑《Top Gear》的方程式，而是进行了润色”。《每日快报》的尼拉·德纳斯（Neela Debnath）赞扬了此集与《Top Gear》之间的相似性，感觉像是“服用了类固醇的《Top Gear》”。《独立报》的杰克·谢泼德（Jack Shepherd）也对这一集有类似的感觉，他在评论文章的标题中称它为“拥有更多预算的最好的《Top Gear》”。山姆·沃勒斯顿（Sam Wollaston）为《卫报》撰文称，三人组“让英国广播公司望尘莫及”，节目与《Top Gear》之间的相似之处确保他们能取悦过去的粉丝。